# Riku Kobayashi
Riku Kobayashi (小林 里駆 Kobayashi Riku?), född 2 augusti 2001 i Tokyo prefektur, är en japansk fotbollsspelare.
Kobayashi började sin karriär 2018 i FC Tokyo.